# Fiat CR.30
Fiat CR.30 là một loại máy bay tiêm kích hai tầng cánh của Ý trong thập niên 1930, do Celestino Rosatelli thiết kế và Fiat chế tạo.

## Biến thể
CR.30
CR.30B
CR.30 Idro

## Quốc gia sử dụng
Áo
- Không quân Áo

 Đài Loan
- Không quân Trung Hoa Dân quốc

 Đức
- Luftwaffe

 Hungary
- Không quân Hoàng gia Hungary

 Ý
- Regia Aeronautica

 Paraguay
- Không quân Paraguay

 Nhà nước Tây Ban Nha
- Không quân Quốc gia Tây Ban Nha

 Venezuela
- Không quân Venezuela

## Tính năng kỹ chiến thuật (CR.30)
Dữ liệu lấy từ The Illustrated Encyclopedia of Aircraft (Part Work 1982-1985), 1985, Orbis Publishing, Page 1794
Đặc điểm tổng quát
- Kíp lái: 1
- Chiều dài: 7.88 m (25 ft 7¼ in)
- Sải cánh: 10.50 m (34 ft 5½ in)
- Chiều cao: 2.78 m (9 ft 1½ in)
- Diện tích cánh: 27.05 m2 (291.17 ft2)
- Trọng lượng rỗng: 1.345 kg (2.965 lb)
- Trọng lượng có tải: 1.895 kg (4.178 lb)
- Powerplant: 1 × Fiat A.30RA, 447 kW (600 hp)

Hiệu suất bay
- Vận tốc cực đại: 351 km/h (218 mph)
- Tầm bay: 850 km (528 dặm)
- Trần bay: 8.350 m (27.845 ft)

Vũ khí trang bị
- 2 × súng máy Breda-SAFAT 7,7 mm (0.303 in)